# Crazy Heart
Crazy Heart ist ein US-amerikanisches Filmdrama aus dem Jahr 2009 mit Jeff Bridges in der Hauptrolle. In Deutschland kam der Film am 4. März 2010 in die Kinos.
Crazy Heart ist das Regiedebüt des Schauspielers Scott Cooper und basiert auf dem gleichnamigen Roman von Thomas Cobb. Die Handlung ist von der Biographie des 2007 verstorbenen Country-Sängers Hank Thompson inspiriert. Der Titel Crazy Heart zitiert einen Song von Hank Williams. Die Produktion war ursprünglich als Direct-to-DVD-Film geplant, hat sich aber im Kino als sehr erfolgreich erwiesen und zwei Golden Globe Awards sowie zwei Oscars gewonnen.

## Handlung
Der Protagonist Bad Blake ist ein 57-jähriger Country-Sänger aus Texas und Alkoholiker. Der Film begleitet ihn auf einer Konzerttour mit seinem jahrzehntealten und schmuddeligen Chevrolet Suburban durch verschiedene Bundesstaaten der USA. Er spielt in Bars oder auch mal in einem Bowlingcenter – bisweilen vor kaum einem Dutzend Zuhörer. Die Auftritte bestreitet er mit jeweils unterschiedlichen Musikern, mit denen er nur an einem Abend spielt und die bedeutend jünger sind als er. Blake eilt ein Ruf als hervorragender Songwriter voraus, in der Vergangenheit waren ihm auch mehrere Hits gelungen. Er hat jedoch schon vor Jahren aufgehört, neue Songs zu schreiben.
Die wenigen, meist älteren Zuschauer, die ihm bis heute die Treue halten, sehen ihn als Legende und verehren ihn wegen seiner früheren Erfolge. Blake betrinkt sich vor seinen Konzerten mit Whisky und liefert meist eine bescheidene Darbietung auf der Bühne – in einer Szene stürmt er während eines Auftritts nach draußen und muss sich übergeben. Der Chef seines Plattenlabels versucht ihn dazu zu bringen, neue Songs zu schreiben und stellt ihm in Aussicht, dass sich dadurch auch seine finanzielle Situation verbessern würde. Doch Blake lehnt das ab, auf Tour könne er ohnehin nicht schreiben.
Der Besitzer einer Bar, in der Blake spielt, macht ihn mit seiner Nichte, der Journalistin Jean bekannt, die für ein Lokalblatt ein Interview mit ihm führen möchte. Die beiden kommen sich näher und verbringen eine Nacht miteinander. Auch mit Jeans vierjährigem Sohn scheint Blake gut klarzukommen. Jean freut sich über den männlichen Einfluss auf ihr Kind, bittet Blake aber, niemals in seiner Gegenwart Alkohol zu trinken. Aufgrund von Blakes Lebensstil entwickelt sich ihre Beziehung nur zögerlich.
Der Chef seiner Plattenfirma teilt Blake mit, dass er als Vorgruppe bei einem großen Konzert seines einstigen Schützlings Tommy Sweet spielen soll. Während der Konzertvorbereitungen unterhält sich Blake mit Tommy, dem er einst ein Mentor war, der jedoch heute deutlich erfolgreicher ist als er selbst. Er bittet Sweet vergeblich um Hilfe bei seiner Karriere. Das Angebot, gemeinsam mit Blake eine Platte mit alten Liedern aufzunehmen, lehnt Sweet ab, doch auch er bittet Blake darum, neues Material zu schreiben. Als Blake seinen Auftritt als Vorprogramm zu Sweets Konzert absolviert, kommt dieser unter Jubel des Publikums auf die Bühne, verneigt sich vor Blake und die beiden singen zusammen einen von Blakes Songs.
Als Blake während seiner Tour seiner Freundin Jean einen Besuch abstatten will, schläft er auf der Fahrt zu ihrem Wohnort ein, kommt von der Fahrbahn ab und verletzt sich bei dem darauffolgenden Unfall. Er wacht mit einem gebrochenen Knöchel im Krankenhaus auf. Einer der Ärzte beschwört ihn, seinen Lebensstil radikal zu ändern. Würde er nicht auf Alkohol, Zigaretten und ungesundes Essen verzichten, sei ein Herzinfarkt oder Schlaganfall sehr wahrscheinlich. Blake schlägt die Warnung in den Wind. Die nächsten Tage verbringt er – durch seine Verletzung reiseunfähig – bei Jean und ihrem Sohn. Blake beginnt während dieser Tage wieder eigene Songs zu schreiben und kommt sowohl Jean als auch ihrem Sohn näher.
Nachdem die Tour des Musikers vorbei ist, kommt Jean seiner Bitte nach, ihn in seinem Haus in Houston zu besuchen. Blake unternimmt mit Jeans Sohn einen Ausflug in ein Einkaufszentrum. Als die beiden eine Bar aufsuchen und Blake Whiskey bestellt, ist der Junge plötzlich verschwunden, und Blake gerät in Panik. Die Polizei findet das Kind später wieder, doch Jean kann Blake nicht verzeihen und verlässt ihn.
Daraufhin beginnt Blake, sein Leben zu ändern und besucht Treffen der Anonymen Alkoholiker. Nach seinem Entzug versucht er, Jean zurückzugewinnen, die ihn jedoch abweist. Mit dem neuen Material, das er geschrieben hat, gibt er weiterhin Konzerte vor wenigen Menschen. Den Song The Weary Kind jedoch, den er verletzt in Jeans Bett geschrieben hatte, verwendet er nicht selbst, sondern überlässt ihn Tommy Sweet, der das Lied zum Hit macht. 
Der Film endet bei einem großen Konzert von Tommy Sweet: Er trägt The Weary Kind auf der Akustikgitarre vor und erzählt dem Publikum, dass sein Mentor Bad Blake das Stück geschrieben habe. Blake selbst beobachtet das Konzert gemeinsam mit dem Chef der Plattenfirma vom Backstage-Bereich aus. Beide wirken zufrieden – sowohl der Autor des Songs als auch die Plattenfirma profitieren finanziell vom Erfolg von Tommy Sweet. Vor der Konzerthalle trifft Blake die Journalistin Jean wieder. An ihrer Hand trägt sie einen Verlobungsring. Sie bittet Blake um ein Interview.

## Kritik
„Die Geschichte von der Läuterung eines abgehalfterten Losers gleitet dank eines wunderbar lakonischen Humors und herausragender Darsteller nicht ins plakativ Moralische ab, sondern rundet sich zur gelungenen Tragikomödie und zur von mitreißenden Songs getragenen Hommage auf die Country-Musik. […]
Dass Jeff Bridges die Songs selbst interpretiert, macht sie umso authentischer – und erhöht in nicht unbeträchtlichem Maß die Bewunderung, die man dem Schauspieler für diese zu Recht bereits ‚Golden-Globe‘- und ‚Oscar‘-prämierte Darstellerleistung entgegenbringen muss.“

„Man kann bei Bridges und Gyllenhaal schön sehen, wie das amerikanische Kino auf Zurückhaltung und Verzögerung baut, jene Gelassenheit, die Blicke transparent im Raum schweben lässt, und jene Befangenheit, als wollte man Worte und Sätze, kaum ausgesprochen, gleich wieder zurücknehmen.“

„Der Film lässt kaum ein Klischee aus, angefangen mit der eher schematischen als wirklich glaubwürdigen Charakterzeichnung seiner Protagonisten. […] Dass Crazy Heart dennoch ein herausragender Film geworden ist, liegt am Hauptdarsteller. Jeff Bridges, der im Dezember 60 Jahre alt wurde, ist ein Meister des schauspielerischen Understatements. Er zeigt alle Stadien des menschlichen Verfalls, ohne melodramatisch zu werden.“

„Jeff Bridges ist das ‚verrückte Herz‘ des Films und die Originalsongs von T Bone Burnett und Stephen Bruton sind seine Seele. An diesem Film kommt kein Country-Fan vorbei! Authentisch, augenzwinkernd und herzerwärmend.“

## Soundtrack
Der offizielle Soundtrack zum Film wurde am 19. Januar 2010 von verschiedenen Musikern unter dem New West Records Label veröffentlicht. Für den Themesong The Weary Kind wurde der Musiker Ryan Bingham mit einem Golden Globe Award und dem Besten Song auf der Oscarverleihung 2010 ausgezeichnet.
1. Hold on You (Stephan Bruton)
2. Hello Trouble (Buck Owens)
3. My Baby’s Gone (The Louvin Brothers)
4. Somebody Else (Jeff Bridges)
5. I Don’t Know (Ryan Bingham)
6. Fallin’ & Flyin’ (Jeff Bridges)
7. I Don’t Know (Jeff Bridges)
8. Once a Gambler (Sam Hopkins)
9. Are You Sure Hank Done It This Way (Waylon Jennings)
10. Fallin’ & Flyin’ (Stephen Bruton u. Gary Nicholson)
11. Gone, Gone, Gone (Ryan Bingham)
12. If I Needed You (Townes Van Zandt)
13. Reflecting Light (Sam Phillips)
14. Live Forever (Billy Joe Shaver)
15. Brand New Angel (Greg Brown)
16. The Weary Kind (Ryan Bingham)

## Auszeichnungen
Golden Globe Awards 2010
- Bester Hauptdarsteller – Drama (Jeff Bridges)
- Bester Filmsong (The Weary Kind)

Oscarverleihung 2010
- Bester Hauptdarsteller (Jeff Bridges)
- Bester Song (The Weary Kind)
- außerdem nominiert
Beste Nebendarstellerin (Maggie Gyllenhaal)